# The Streets of San Francisco (album)
The Streets of San Francisco is het debuutalbum van de Amerikaanse punkband Swingin' Utters, dat werd uitgegeven op 8 mei 1995. Het werd geproduceerd door Lars Frederiksen (van Rancid) en uitgegeven door New Red Archives, waarmee het album de enige uitgave van de band via dit label is. De cd-versie van het album werd 23 oktober 2001 door Fat Wreck Chords (het nieuwe label van de band) heruitgegeven. In 2015 werd het nog een keer door Fat Wreck Chords uitgegeven, nu ook op 12" vinyl.

## Nummers
1. "Storybook Disease" - 2:22
2. "Jackie Jab" - 1:44
3. "Tied Down, Spit On" - 1:19
4. "Teenage Genocide" - 1:39
5. "Catastrophe" - 4:53
6. "Mr. Believer" - 2:23
7. "Well Wisher" - 1:22
8. "No Place in the Sun" - 2:29
9. "(A) Petty Wage" - 1:59
10. "Come On!" - 1:34
11. "No Eager Men" - 2:46
12. "(A) Beached Sailor" - 2:08
13. "(Take Me to the) Riverbank" - 2:29
14. "Just Like Them" - 1:47
15. "Stars and Starlets" - 1:15
16. "Soldier Boy" - 2:17
17. "Last Chance" - 1:51
18. "All Laced Up (But Pitfallen)" - 2:45
19. "Expletive Deleted" - 3:06

## Band
- Johnny Peebucks - zang
- Darius Koski - gitaar, zang, accordeon (tracks 4, 12, en 17)
- Max Huber - gitaar
- Greg McEntee - drums
- Kevin Wickersham - basgitaar